# Witold Mączarowski
Witold Marian Mączarowski (ur. 19 sierpnia 1943, zm. 27 września 2010 w Bytomiu) – polski działacz państwowy, menedżer i prawnik, w latach 1985–1990 prezydent Bytomia.

## Życiorys
Syn Apoloniusza i Zofii. Absolwent Wydziału Prawa i Administracji Uniwersytetu Jagiellońskiego, uzyskał uprawnienia radcy prawnego. Został członkiem Polskiej Zjednoczonej Partii Robotniczej. Pełnił funkcję wiceprezydenta, a od 1985 do 1990 ostatniego komunistycznego prezydenta Bytomia. Po przemianach ustrojowych wstąpił do Sojuszu Lewicy Demokratycznej, w kadencji 1998–2002 członek bytomskiej rady miejskiej. Kandydował do niej ponownie m.in. w 2006. W III RP pozostawał członkiem rad nadzorczych i zarządów spółek komunalnych oraz prawa handlowego, pracował m.in. w Bytomskim Holdingu Produkcyjno-Usługowym, następcy dawnej Bytomskiej Spółki Węglowej. W 2003 objął fotel prezesa Górnośląskiej Agencji Rozwoju Regionalnego, pozostawał nim do 2007. 
Jego żoną była Rita Mączarowska (1943-2012). Pochowany na cmentarzu komunalnym w Bytomiu.